# Apariciones de Lourdes
Las Apariciones de Lourdes fueron un conjunto de visiones, apariciones marianas de la Inmaculada Concepción que tuvo Bernadette Soubirous en la Gruta de Massabielle, al occidente de la ciudad de Lourdes entre el 11 de febrero y el 16 de julio de 1858.
A raíz de estos sucesos sería llamada la virgen de Lourdes

## Historia
Bernadette Soubirous, una adolescente pobre y analfabeta de catorce años de edad, aseguró haber visto en dieciocho ocasiones a una Señora en la Gruta de Massabielle, al occidente de Lourdes entre el 14 de febrero y el 16 de julio de 1858.
En la tercera aparición, la niña dijo haber hablado con la Señora en gascón, dialecto occitano que se usa en la zona, la cual se dirigió a ella usando el "usted" (voi) de cortesía y pidiéndole: "¿Me haría usted el favor de venir aquí durante quince días?" (Boulet aoue era gracia de bié aci penden quinze dias?). Bernadette le prometió que lo haría. A su vez, la Señora le anunció que no le prometía hacerla feliz en este mundo, sino en el otro.
En sucesivas apariciones, el mensaje fue tomando cuerpo:
- Invitación a la penitencia y a la oración por los pecadores (21 de febrero).
- Invitación a vivir una pobreza más evangélica.
- Solicitud de que se hicieran procesiones a la gruta y le fuera erigida allí una capilla (2 de marzo).

El 25 de febrero, según testificó Bernadette, la Virgen le dijo que fuera a tomar agua de la fuente y que comiera de las plantas que crecían libremente allí. Ella interpretó que debía ir a tomar agua del cercano río Gave y hacia allá se dirigió. Pero la Señora le enseñó con el dedo que escarbara en el suelo. Al excavar en el fango e intentar beber, Bernadette ensució su rostro, y sus gestos y apariencia fueron motivo de escepticismo por parte de muchas de las 350 personas presentes, ya que el manantial no se manifestó de inmediato. Sin embargo, poco después surgió una fuente de agua que, hasta el día de hoy, es meta de peregrinaciones por parte de muchos católicos y que ha sido testigo de numerosos milagros. El manantial que brotó aquel 25 de febrero de 1858 produce cien mil litros de agua por día, de forma continua desde aquella fecha hasta nuestros días.
Ante la reiterada petición de Bernardette de que revelara su nombre, el 25 de marzo de 1858 (en su decimosexta aparición) la Señora le dijo en dialecto occitano : "Que soy era Immaculada Councepciou" ("Yo soy la Inmaculada Concepción"). El dogma católico de la Inmaculada Concepción de la Virgen María había sido solemnemente proclamado el 8 de diciembre de 1854, tres años antes. La expresión resultaba ajena al vocabulario de Bernadette y, en principio, fue motivo de desconcierto, tanto en el padre Peyramale -párroco de Lourdes- como en otras autoridades eclesiásticas y civiles. Sin embargo, Bernadette Soubirous mantuvo una actitud de calma durante los interrogatorios que se le hicieron, sin cambiar su historia ni su actitud, ni pretender tener un conocimiento más allá de lo dicho respecto de las visiones descritas.

## Trascendencia

### Aprobación eclesiástica

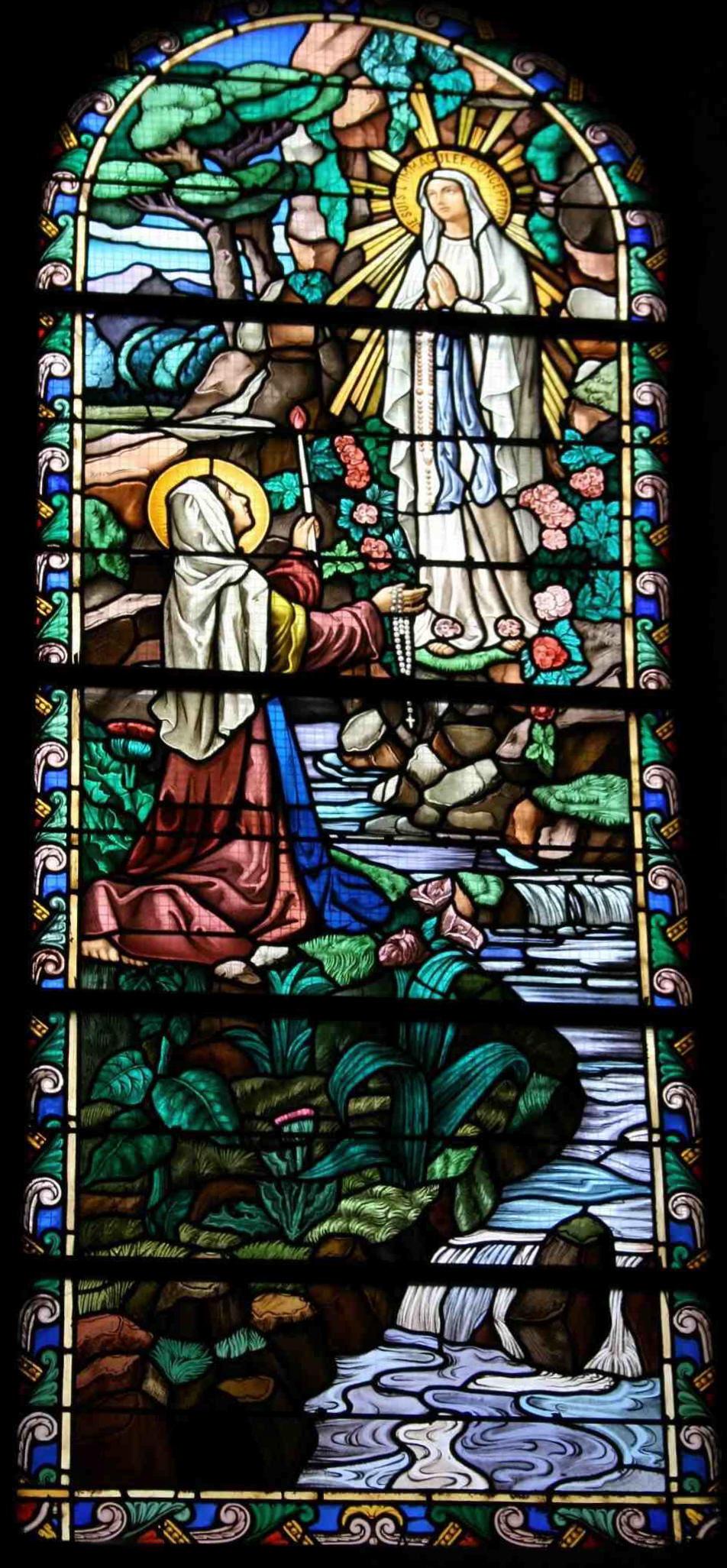
Bernadette y la aparición de la Virgen María. Bonneval.

El último interrogatorio ante la comisión eclesiástica, presidida por el obispo de Tarbes, Laurence, fue el 1 de diciembre de 1860. El anciano obispo terminó emocionado, al repetir Bernadette el gesto y las palabras que la Virgen hiciera el 25 de marzo de 1858: “Yo soy la Inmaculada Concepción”.
El 18 de enero de 1862, el obispo de Tarbes publicó la carta pastoral con la cual declaró que "la Inmaculada Madre de Dios se ha aparecido verdaderamente a Bernardita". En ese mismo año, el papa Pío IX autorizó al obispo local para que permitiera la veneración de la Virgen María en Lourdes. Desde entonces los diversos pontífices han apoyado de varias formas la devoción y la peregrinación a un santuario que fue surgiendo con el tiempo, el Santuario de Lourdes. El papa Pío X extendió la celebración de la memoria a toda la Iglesia. El papa Pío XI ratificó definitivamente la celebración de Nuestra Señora de Lourdes al beatificar a Bernadette Soubirous el 6 de junio de 1925, y canonizarla en la Solemnidad de la Inmaculada Concepción del Año Santo de la Redención, el 8 de diciembre de 1933. En 1937, el mismo Pío XI nombró a Eugenio Pacelli como delegado papal para visitar y venerar personalmente a la Virgen en Lourdes.  El 8 de septiembre de 1953, en conmemoración del centenario del dogma de la Inmaculada Concepción, el papa Pío XII, decretó en su Carta Encíclica Fulgens Corona la celebración de un Año Mariano (el primero en la historia de la Iglesia católica) en todo el mundo, mientras describía los sucesos de Lourdes con las siguientes palabras:

"Y parece como si la Virgen Santísima hubiera querido confirmar de una manera prodigiosa el dictamen que el Vicario de su divino Hijo en la tierra, con el aplauso de toda la Iglesia, había pronunciado. Pues no habían pasado aún cuatro años cuando cerca de un pueblo de Francia, en las estribaciones de los Pirineos, la Santísima Virgen, vestida de blanco, cubierta con cándido manto y ceñida su cintura de faja azul, se apareció con aspecto juvenil y afable en la cueva de Massabielle a una niña inocente y sencilla, a la que, como insistiera en saber el nombre de quien se le había dignado aparecer, ella, con una suave sonrisa y alzando los ojos al cielo, respondió: «Yo soy la Inmaculada Concepción». Bien entendieron esto, como era natural, los fieles, que en muchedumbres casi innumerables, acudiendo de todas las partes en piadosas peregrinaciones a la gruta de Lourdes, reavivaron su fe, estimularon su piedad y se esforzaron por ajustar su vida a los preceptos de Cristo (...)"
Pío XII, Carta encíclica Fulgens Corona, N° 3-4

### Naturaleza de la aprobación
Las apariciones se catalogan como revelaciones privadas y no públicas. Esto significa que la Iglesia no las considera artículos de fe; no incorporan material nuevo como objeto de fe de la Iglesia, ni se requiere que sus fieles crean en ellas para salvación. En la fe de la Iglesia católica, Dios elige a quién curar y por qué medios, pues “sus pensamientos no son los míos, ni sus caminos son mis caminos, dice el Señor” (Isaías 55, 8). En el decir de Blaise Pascal, «Dios tiene sus razones que nuestra razón no conoce».

### Consecuencias de la aprobación

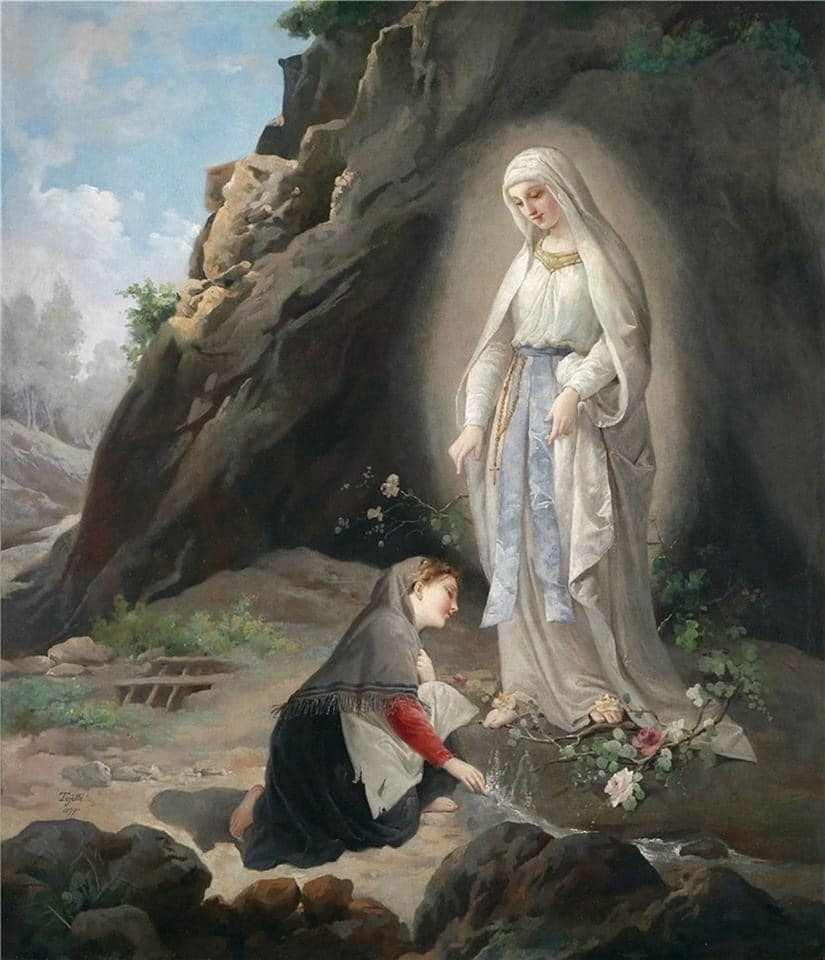
Representación contemporánea de la aparición del 25 de febrero, realizada por el pintor italiano Virgilio Tojetti en 1877

Por otra parte, las autoridades de la Iglesia católica han expresado explícitamente su devoción a Nuestra Señora de Lourdes de distintas formas. El 25 de marzo de 1958, centenario de aquella aparición en la que la "Señora" se presentó con las palabras "Yo soy la Inmaculada Concepción", el cardenal Angelo G. Roncalli —más tarde papa Juan XXIII, canonizado en 2014— consagró la gran basílica subterránea de san Pío X. En la clausura del centenario de las apariciones de Lourdes, lo expresó así: "La Iglesia, por la voz de sus papas, no cesa de recomendar a los católicos que presten atención al mensaje de Lourdes".
El calendario litúrgico católico celebra la Festividad de Nuestra Señora de Lourdes el día de la primera aparición, es decir, el 11 de febrero. En 1992, el papa Juan Pablo II instituyó la celebración de la Jornada Mundial del Enfermo a realizarse el 11 de febrero de cada año, en memoria litúrgica de Nuestra Señora de Lourdes.
En 1983 y 2004, Juan Pablo II en persona visitó Lourdes, al igual que lo haría su sucesor Benedicto XVI el 15 de septiembre de 2008, en conmemoración del 150 aniversario de las apariciones de 1858.
Hoy, el Santuario de Lourdes es uno de los sitios principales de peregrinaje católico en el mundo. Con una población de aproximadamente 15 000 habitantes, Lourdes recibe actualmente la visita de unos 8 000 000 de peregrinos por año.